# Kazimierz Knol
Kazimierz Knol, także Kazimierz Knoll (ur. 18 października 1942 w Łodzi) – polski tancerz i choreograf.

## Życiorys
Ukończył naukę w Państwowej Szkole Baletowej w Warszawie. W 1961 był tancerzem w Operze w Warszawie, następnie w Operze Wrocławskiej (1961–1962). W latach 1962–1964 był solistą Centralnego Zespołu Artystycznego Wojska Polskiego. Od 1964 pracował jako solista Opery Łódzkiej, a następnie Teatru Wielkiego w Łodzi. Od 2012 kierownik artystyczny Zespołu Tańca Ludowego „Harnam”. Współpracował m.in. z Teatrem Małym w Łodzi, Teatrem im. Stefana Żeromskiego w Kielcach i Teatrem Dzieci Zagłębia w Będzinie. Wraz z zespołem Teatru Wielkiego w Łodzi występował w Holandii, Luksemburgu, Niemczech, Szwajcarii, Włoszech i ZSRR.
Odgrywał role zarówno amantów, jak i postaci charakterystycznych, w tym kobiet. Odegrał m.in.: Tybalta w Romeo i Julii, Coppeliusa w Coppelii, Harnasia w Harnasiach, Plutona w Orfeuszu, Gika w Gajane, Szefa Ściganych w Próbie, Kościeja w Ognistym ptaku, Macochę i Wiedźmę w Królewnie Śnieżce, Panią Twardowską i Pana Twardowskiego w Panu Twardowskim, Darkona w Daphnis i Chloé, Colasa i Wdowę Simon w Córce źle strzeżonej, Zygfryda i Rotbarta w Jeziorze łabędzim, Śmierć w Zielonym Stole, Czerwonego Rycerza w Szach-macie i Pana Młodego w Weselu w Ojcowie.

### Życie prywatne
Jego żoną jest artystka – Urszula Klechta–Knol. Ma z nią syna – Mateusza Knola – podróżnika i tłumacza.
W młodości mieszkał na łódzkich Bałutach przy ul. Obrońców Westerplatte. Po wieloletnim pobycie w Warszawie mieszkał na łódzkim osiedlu Teofilów.

## Wyróżnienia
- Złoty Krzyż Zasługi,
- Brązowy Medal „Zasłużony Kulturze Gloria Artis”[5].
- II nagroda w Ogólnopolskim Konkursie Choreograficznym w Łodzi[6].